# Super Extended Graphics Array Plus

Standardní rozlišení obrazovky

SXGA+ (z anglického Super eXtended Graphics Array) je standard počítačových displejů s grafickým rozlišením 1400 x 1050 pixelů. Tento standard je běžně používán na obrazovkách přenosných počítačů s úhlopříčkou 14 nebo 15 palců. SXGA+ je také nejvyšší rozlišení některých špičkových videoprojektorů.
Varianta standardu SXGA+ pro širokoúhlé obrazovky je označována WSXGA+ a má rozlišení 1680 × 1050 pixelů. 